# Carina Lau
Carina Lau Kar-ling (en chino tradicional, 劉嘉玲; en chino simplificado, 刘嘉玲, nacida el 8 de diciembre de 1965) es una actriz y cantante canadiense-hongkonesa.

## Biografía
Posee la ciudadanía hongkonesa y canadiense.
En 1990, durante el rodaje de la cinta Days of Being Wild, Lau fue secuestrada durante varias horas y fueron tomadas fotos de la actriz en topless. En ese momento, los periódicos locales, a través de la agencia de noticias Reuters, informaron que Lau había sido secuestrada, aunque no se presentó un informe policial. Se creía que el hombre detrás del secuestro era Albert Yeung, un hombre de negocios exitoso con quien Lau tenía una disputa financiera. Lau reveló en 2008 que fue secuestrada por cuatro hombres que trabajaban para un jefe de la tríada, como "castigo" por haber rechazado una oferta para integrar el reparto de una película.
En 1989 comenzó a salir con el actor Tony Leung, la pareja se casó el 21 de julio del 2008.

## Carrera
Lau comenzó su carrera como actriz en la cadena TVB antes de alcanzar el éxito en el cine. Fue especialmente notable en la década de 1980 por sus papeles en películas dramáticas. 
Interpretó a la emperatriz Wu Zetian en las películas de la saga Detective Dee de Tsui Hark, comenzando con Detective Dee and the Mystery of the Phantom Flame en 2010.

## Filmografía

### Series de televisión
| Año  | Título                     | Personaje             | Notas |
| ---- | -------------------------- | --------------------- | ----- |
| 2018 | The Destiny of White Snake | Reina Madre del Oeste | [ 4 ] |

### Películas
| Año  | Título                                             | Personaje            | Notas                                                             |
| ---- | -------------------------------------------------- | -------------------- | ----------------------------------------------------------------- |
| 2018 | Detective Dee y los cuatro reyes celestiales       | Emperatriz Wu Zetian | junto a Mark Chao, Feng Shaofeng, Lin Gengxin y Ethan Juan        |
| 2013 | El joven detective Dee: El poder del dragón marino | Emperatriz Wu Zetian | junto a Mark Chao, Feng Shaofeng, Lin Gengxin, Kim Bum y Chen Kun |
| 2010 | Detective Dee y el misterio de la llama fantasma   | Emperatriz Wu Zetian | junto a Andy Lau, Li Bingbing, Deng Chao y Tony Leung Kar Fai     |

### Eventos
| Año  | Título           | Notas |
| ---- | ---------------- | ----- |
| 2021 | 2020 Weibo Night |       |